# Jozef Bakšay
Jozef Bakšay (* 23. února 1951 Košice) je bývalý slovenský a československý politik za hnutí Verejnosť proti násiliu, ministr zahraničního obchodu ČSFR a poslanec Sněmovny lidu Federálního shromáždění po sametové revoluci.

## Biografie
Byl absolventem VŠ technické v Košicích. V letech 1976–1988 působil jako středoškolský učitel, od roku 1988 coby podnikatel – majitel reklamní agentury. V letech 1988–1989 vedl v Košicích jako aktivista úspěšný boj za záchranu místní čtvrti před plošnými demolicemi. Po odchodu z vrcholné politiky spolumajitel společnosti CTL Consulting a SIMONE STYLE. Státní bezpečnost ho evidovala jako důvěrníka (krycí jméno PROFESOR).
V lednu 1990 nastoupil jako bezpartijní poslanec v rámci procesu kooptací do Federálního shromáždění po sametové revoluci do Sněmovny lidu (volební obvod č. 184 – Košice IV, Východoslovenský kraj). Mandát obhájil ve svobodných volbách roku 1990, nyní jako poslanec VPN za Východoslovenský kraj. Ve federálním parlamentu setrval do konce volebního období, tedy do voleb roku 1992.
Zastával i vládní post. Ve druhé vládě Mariána Čalfy působil v letech 1991–1992 jako ministr zahraničního obchodu ČSFR. Roku 1993 havaroval na 88,9. kilometru dálnice D1 u Humpolce.
V roce 2003 ho slovenská prokuratura obvinila v souvislosti s kauzou tendru na nákup lehkých motorových vlaků pro slovenské dráhy. Bakšay byl viněn z braní úplatků. V té době již byl Bakšay uváděn coby občan České republiky.